# The Cataracs
The Cataracs ist ein US-amerikanisches Musikerduo, das hauptsächlich im Bereich des Hip-Hop in den 2000er- und 2010er-Jahren aktiv war.

## Musikalische Karriere
Das Duo The Cataracs stammt aus dem kalifornischen Berkeley, wo sie gemeinsam die High School besuchten; und besteht aus den Musikern Niles „Cyrano“ Hollowell-Dhar (KSHMR) und David „Campa“ Benjamin Singer-Vine. Der Bandname leitet sich aus einer Zeile in Snoop Doggs What’s My Name, Pt. 2 ab. Die beiden fungierten zunächst als Autoren und Produzentenduo, im Laufe ihrer Karriere kamen jedoch auch Gesangsdarbietungen hinzu.
Hollowell-Dhar und Singer-Vine taten sich im Jahr 2003 zusammen und veröffentlichten im Jahr 2006 ihr erstes Album Technohop Vol. 1 im Selbstverlag. Es folgten weitere Studioalben und EPs sowie erste Autorenbeteiligungen beziehungsweise Produktionen und Remixe, ehe dem Duo im Jahr 2010, mit der Single Like a G6 (zusammen mit Dev und Far East Movement), der kommerzielle Durchbruch gelang. Die Single avancierte unter anderem zum Nummer-eins-Hit in den Vereinigten Staaten.

## Diskografie

### Studioalben
| Jahr | Titel Musiklabel                      | Anmerkungen                          |
| ---- | ------------------------------------- | ------------------------------------ |
| 2006 | Technohop Vol. 1 Selbstverlag         | Erstveröffentlichung: 7. Juli 2006   |
| 2007 | Technohop Vol. 2 Selbstverlag         | Erstveröffentlichung: 7. Juli 2007   |
| 2008 | The 13th Grade Selbstverlag           | Erstveröffentlichung: 1. Januar 2008 |
| 2009 | Songs We Sung in Showers Selbstverlag | Erstveröffentlichung: 1. Januar 2009 |

### EPs
| Jahr | Titel Musiklabel                              | Anmerkungen                             |
| ---- | --------------------------------------------- | --------------------------------------- |
| 2008 | Lingerie Selbstverlag                         | Erstveröffentlichung: 8. August 2008    |
| 2012 | Gordo Taqueria Universal Republic Music (UMG) | Erstveröffentlichung: 17. Juli 2012     |
| 2012 | Loud Xmas Universal Republic Music (UMG)      | Erstveröffentlichung: 26. Dezember 2012 |
| 2013 | Loud Science Universal Republic Music (UMG)   | Erstveröffentlichung: 8. Januar 2013    |

### Singles (Auswahl)
| Jahr | Titel Album                             | Höchstplatzierung, Gesamtwochen, AuszeichnungChartplatzierungen (Jahr, Titel, Album, Platzierungen, Wochen, Auszeichnungen, Anmerkungen) | Höchstplatzierung, Gesamtwochen, AuszeichnungChartplatzierungen (Jahr, Titel, Album, Platzierungen, Wochen, Auszeichnungen, Anmerkungen) | Höchstplatzierung, Gesamtwochen, AuszeichnungChartplatzierungen (Jahr, Titel, Album, Platzierungen, Wochen, Auszeichnungen, Anmerkungen) | Höchstplatzierung, Gesamtwochen, AuszeichnungChartplatzierungen (Jahr, Titel, Album, Platzierungen, Wochen, Auszeichnungen, Anmerkungen) | Höchstplatzierung, Gesamtwochen, AuszeichnungChartplatzierungen (Jahr, Titel, Album, Platzierungen, Wochen, Auszeichnungen, Anmerkungen) | Anmerkungen                                                                     |
| Jahr | Titel Album                             | DE | AT | CH | UK | US | Anmerkungen                                                                     |
| ---- | --------------------------------------- | --- | --- | --- | --- | --- | ------------------------------------------------------------------------------- |
| 2010 | Like a G6 Free Wired                    | DE15 Gold · (24 Wo.)DE | AT8 (26 Wo.)AT | CH10 Gold · (24 Wo.)CH | UK5 ×2Doppelplatin · (27 Wo.)UK | US1 ×4Vierfachplatin · (26 Wo.)US | Erstveröffentlichung: 13. April 2010 Far East Movement feat. The Cataracs & Dev |
| 2010 | Bass Down Low The Night the Sun Came Up | — | — | — | UK10 Silber · (19 Wo.)UK | US61 (12 Wo.)US | Erstveröffentlichung: 16. November 2010 Dev feat. The Cataracs                  |
| 2011 | Top of the World –                      | — | — | — | — | US— GoldUS | Erstveröffentlichung: 18. März 2011 feat. Dev                                   |
| 2011 | Backseat Too Cool to Care               | — | — | — | UK55 (8 Wo.)UK | US26 Platin · (20 Wo.)US | Erstveröffentlichung: 15. April 2011 New Boyz feat. The Cataracs & Dev          |
| 2013 | Hey Now –                               | DE10 Gold · (19 Wo.)DE | AT8 (17 Wo.)AT | CH40 (7 Wo.)CH | — | — | Erstveröffentlichung: 20. Mai 2013 mit Martin Solveig feat. Kyle                |